# 앤드리아 파커
앤드리아 파커(Andrea Parker, 1970년 3월 8일 ~ )는 미국의 배우이다.

## 출연 작품

### 텔레비전
- 못말리는 번디 가족 (1989)
- ER (1994-95)
- Coach (1996)
- 프리텐더 제로드 (1996-2000)

### 영화
- Ed McBain's 87th Precinct: Ice (1996)